# 雀斑結螺
雀斑結螺（学名：Drupella minuta）为骨螺科梭岩螺屬下的一个种。